# 드라큘라 2014
《드라큘라 2014》(영어: Dracula Reborn)는 2012년 미국의 흡혈귀 공포 영화로, 브램 스토커의 《드라큘라》에서 모티브를 따와 재창작한 작품이다. 배경은 미국 캘리포니아로 바뀌었다. 제작은 2012년이지만 대한민국에는 2014년 공개됐다.

## 출연진
- 코리 랜디스 - 조너선 하커
- 빅토리아 서머 - 리나 하커
- 크래시 밀러 - 퀸시 모리스
- 스튜어트 리그비 - 블라디미르 샤카르니 / 드라큘라 백작
- 이언 피스터 - 렌필드
- 키스 레이 - 반 헬싱
- 프레스턴 제임스 힐러 - 홈우드 형사
- 린다 벨라 - 루시 스펜서
- 에이미 존스턴 - 흡혈귀 루시
- 찰리 가르시아 - 바르나 형사
- 대니 레넌 - 조앤 수어드 박사